# Elaphoglossum rubescens
Elaphoglossum rubescens är en träjonväxtart som beskrevs av Kuhn apud Christ. Elaphoglossum rubescens ingår i släktet Elaphoglossum och familjen Dryopteridaceae. Inga underarter finns listade.